# Secret (fumetto)
Secret è una serie a fumetti scritta da Jonathan Hickman, disegnata da Ryan Bodenheim e pubblicata dalla casa editrice statunitense Image Comics a partire dal 2012. Si tratta di una storia di spionaggio che cerca di far luce sui legami nascosti tra il Governo e le agenzie di sicurezza private.

## Trama
Grant Miller è un agente operativo di una agenzia di sicurezza privata denominata Steadfast Security Solutions (o anche S3). I clienti abituali della Steadfast sono in genere grandi studi legali, compagnie assicurative e finanziarie le quali necessitano di sistemi di sicurezza all'avanguardia per tutelari gli interessi miliardari dei loro clienti e dei profitti che generano. A questo si aggiunge il fatto che in taluni casi vi siano trasferimenti di capitali in paradisi fiscali off-shore (tramite comportamenti illeciti) e l'esigenza di tenere nascoste informazioni riservate di persone influenti. In questo contesto Grant e i suoi principali assistenti/compagni quali Mrs.White (sua moglie) e Thomas Moore hanno il compito di dimostrare ai potenziali clienti della S3 le falle nei loro sistemi di sicurezza per poi proporsi come soluzione ad una lacuna che loro stessi avevano evidenziato.
Il metodo d'azione della S3 per arrivare a nuovi clienti non è però sempre lecito o trasparente e se ne ha una dimostrazione nel modo in cui Grant riesce ad agganciare come cliente un avvocato di un grande studio legale. Infatti irrompe in casa sua mascherato, lo lega ad una sedia e poi gli estorce la password del computer torturandolo e minacciando di morte le persone a lui care. Nei giorni successivi questo stesso avvocato sarà avvicinato da Grant come agente della S3 offrendo migliorie ai suoi sistemi di sicurezza sia personali che aziendali. A questo punto la persona è psicologicamente vulnerabile e pronta ad accettare i nuovi servizi, fornendo una liberatoria che permette alla Steadfast di accedere a tutti i dati personali e lavorativi con la scusa di dare una tutela globale al soggetto. Lo stesso viene fatto anche con grandi compagnie ma in questo caso la necessità di sicurezza viene alimentata attraverso un'irruzione nel database dell'azienda, dimostrando l'inefficacia dei sistemi di sicurezza e sottolineando il facile accesso a informazioni confidenziali e potenzialmente compromettenti.
Grant rimane fortemente turbato dalla morte dell'amico e collega Thomas il quale viene ucciso a Londra da dei sicari professionisti. Il suo sconcerto aumenta quando il suo capo, Sir Steadfast, gli proibisce di indagare personalmente sulla morte dell'amico. Dietro quest'assassinio sembra però emergere la necessità di coprire o l'esistenza di un'operazione segreta denominata Kodiak. Grant con l'aiuto del fratello, di Mrs.White e di un hacker riesce però a scoprire cosa si cela dietro l'operazione Kodiak. Si tratta di un'artificiosa economia fantasma creata da alcuni agenti della CIA (tra cui Steadfast) e del KGB al tempo della Guerra fredda. Gli agenti coinvolti e le loro controparti russe fingevano la necessità di fondi per finanziare operazioni di intelligence mai realizzate o rese operative. I fondi governativi finivano invece in conti segreti in paradisi fiscali che garantivano agli agenti coinvolti enormi patrimoni finanziari. Moore era arrivato vicino a smascherare Kodiak e il coinvolgimento di Sir Steadfast e quindi è stato ucciso. Adesso però Miller decide di vendicare l'amico e collega e di rubare al suo capo i capitali dell'operazione Kodiak. Nell'operazione risulta fondamentale l'aiuto dell'hacker che però rimane ucciso mentre la White viene ferita. Il piano ha però successo.
Metà dei soldi presi da Kodiak vengono ridati ai russi da parte di Grant mentre l'altra metà viene usata per negoziare una chiusura con gli esponenti americani dell'operazione. Una parte viene anche usata da Grant per mettere sua moglie a capo della Steadfast Security Solution. Rimane il problema di cosa fare di Sir Steadfast, ora prigioniero dei fratelli Miller.

## Personaggi
- Grant Miller: agente operativo della Steadfast Security Solutions. I suoi incarichi spaziano dal contattare i clienti alla pianificazione ed esecuzione di operazioni (anche illecite) atte ad assicurarsi la chiusura dei contratti. Suo padre era una persona violenta e probabilmente implicata in azioni criminali[8]. Un giorno per punirlo è arrivato ad amputargli una falange del dito mignolo[8].
- Marcus Miller: fratello di Grant, ha appena finito di scontare tre anni di carcere. I due fratelli non sembrano in buoni rapporti.
- Thomas Moore: è il più fidato collaboratore di Grant, ma viene ucciso a Londra da dei sicari professionisti.
- Mrs.White: altra collaboratrice di Grant e agente della S3. Ha passato 7 anni nell'esercito e 5 nella FBI, esperta nei sistemi di sorveglianza, riconoscimento, controllo sociale e profiling.
- Sir Steadfast: presidente dell'omonima compagnia, si rivela essere un uomo senza scrupoli e intenzionato all'acquisizione di potere tramite la manipolazione di informazioni riservate.

## Distribuzione
La serie viene pubblicata dalla Image e distribuita presso le fumetterie (o comic-shops in originale) a partire dall'11 aprile 2012. L'albo viene consigliato ad un pubblico di almeno 16 anni secondo i Ratings Key della stessa Image che infatti lo distribuisce col timbro T+.

## Accoglienza
Il primo numero della serie vende 17829 copie negli USA in accordo col distributore unico per il mercato americano Diamond Comic Distributors. In classifica ottiene il 107º posto tra gli albi più venduti quel mese ed è il quarto albo Image più venduto dopo The Walking Dead, Saga e Fatale. Questi tre albi superano però le ventimila copie e The Walking Dead n.96 totalizza 36931 copie vendute. Se si classificano gli albi pubblicati da casa editrici indipendenti quali la Image, Secret n.1 si trova all'11º posto tra gli albi indie più venduti. Tra l'altro supera l'altra serie regolare di Hickman pubblicata dalla Image, cioè The Manhattan Projects (il n.2) che si piazza al 121º posto in classifica con 15697 copie vendute.